# Hot cross bun
L'Hot cross bun è un dolce pasquale tipico del Regno Unito. Consiste in un panino dolce speziato con uvetta che presenta sulla superficie una croce, che viene tradizionalmente mangiato durante il Venerdì Santo.
La loro usanza è oggi largamente diffusa, oltre alle isole britanniche, in Australia, Canada, Stati Uniti, Irlanda, Nuova Zelanda e  Sudafrica.

## Storia
Si pensa che l'Hot cross bun sia nato a Saint Albans, nell'Hertfordshire, nel XIV secolo. Secondo questa teoria, un monaco della Cattedrale di St Albans, frate Thomas Rocliffe, inventò dei panini speziati, chiamati Alban Buns che venivano distribuiti ai poveri ogni venerdì santo a partire dal 1361.
Nel 1592, durante il regno di Elisabetta I, il direttore dei mercati di Londra emanò un decreto che proibiva la vendita di focacce calde e altri tipi di pane speziato, tranne il Venerdì Santo, il Natale e in occasione delle sepolture. Come conseguenza di questo divieto, la produzione dei panini speziati avveniva quasi esclusivamente nelle cucine domestiche. Il divieto durò fino al regno di Giacomo I, nel XVII secolo. Tutto ciò contribuì alla diffusione dell'usanza di preparare questi dolci.
La prima traccia scritta riguardante gli Hot cross buns risale al 1733, quando sull'almanacco satirico londinese Poor Robin venne pubblicata la seguente frase:
(Poor Robin's Almanack)
Secondo lo storico del cibo Ivan Day, "I panini venivano preparati a Londra durante il XVIII secolo. Però se cerchi prove o ricette antecedenti a quel periodo, non trovi nulla".

## Tradizioni
Gli Hot cross buns segnano la fine della quaresima, perché sono preparati utilizzando prodotti caseari, vietati durante il periodo. Essi presentano diversi simboli cristiani, a cominciare dalla croce, che rappresenta la crocifissione di Gesù, e le spezie, che rappresentano la sua imbalsamazione per la sepoltura.
La tradizione inglese include molte superstizioni riguardanti gli Hot cross buns. Si dice che i panini preparati il Venerdì Santo non ammuffiscono, e che se un malato ne mangia un pezzo lo aiuta a riprendersi. Se portati a bordo di una nave che deve fare un viaggio per mare la proteggono dai naufragi, e se vengono appesi in cucina proteggono la casa dagli incendi.
Su questo dolce è nata una popolare filastrocca in lingua inglese.

## Ricetta
La ricetta tradizionale degli Hot cross buns prevede un impasto di farina, latte intero, burro, uova e lievito, al quale vengono poi aggiunti uvetta, cannella e scorza d'arancia.
Le croci sono tradizionalmente tagliate sulla superficie del panino, tuttavia è molto comune prepararle con una pasta di acqua e farina.